# Diacetylen
Diacetylen (Butadiin) ist eine chemische Verbindung aus der Gruppe der ungesättigten Kohlenwasserstoffe und der einfachste Vertreter aus der Gruppe der Diine. Sie besitzt eine Einfach- und zwei Dreifachbindungen.

## Vorkommen
Diacetylen konnte auf dem Mond und in der Atmosphäre des Saturnmondes Titan nachgewiesen werden.

## Gewinnung und Darstellung
Diacetylen kann als Dimerisierungsprodukt durch oxidative Kupplung von Ethin hergestellt werden. Diese Art von Reaktion wird auch als Glaser-Kupplung bezeichnet.
{\displaystyle \mathrm {2\ C_{2}H_{2}{\xrightarrow {CuCl,NH_{4}Cl,O_{2}}}C_{4}H_{2}+H_{2}} }

## Eigenschaften
Diacetylen ist hochentzündlich und verbrennt an Luft mit stark rußender Flamme zu CO2 und H2O (vgl. Acetylen). Zudem ist Diacetylen aufgrund der Dreifachbindungen sehr reaktiv, z. B. kann es ebenso wie Acetylen (Ethin) in einer exothermen Reaktion in die Elemente C und H2 zerfallen. Mit Schwermetallionen, wie Silber- oder Quecksilberverbindungen, bilden sich ähnlich wie bei anderen Alkinen explosive Salze. Auch elektrophile Additionen, Polymerisationen und Diels-Alder-Reaktionen des Diacetylens sind bekannt.

## Verwendung
Diacetylen kann zur Herstellung von Polydiacetylen durch Polymerisation verwendet werden. Weiterhin wird es als Zwischenprodukt für die Herstellung von abgeleiteten Verbindungen (z. B. Diphenyldiacetylen-Flüssigkristalle) eingesetzt.